# Joe Dassin
Joseph Ira Dassin, conegut com a Joe Dassin (5 de novembre de 1938, Nova York, Estats Units - 20 d'agost de 1980, Pape’ete, Tahití), fou un músic estatunidenc particularment conegut en països de parla francesa.
Dassin va néixer a Nova York, fill del director de cinema d'origen jueu Jules Dassin i de Béatrice Launer, virtuosa violinista d'origen hongarés. Va passar la seva primera infància entre Nova York i Los Angeles. Quan encara era molt petit els seus pares es van veure obligats a exiliar-se a Europa víctimes de la persecució anticomunista del senador Joseph McCarthy.
Després d'estudiar a l'escola Le Rosey, a Suïssa, i de fer el batxillerat a la ciutat de Grenoble, Dassin va tornar als Estats Units per estudiar etnologia a la Universitat de Michigan. Va acabar tornant de nou a França, on treballaria com ajudant tècnic del seu pare. Fins i tot va aparèixer com a actor secundari en algunes de les seves pel·lícules, com per exemple Topkapi (pel·lícula). Per intercessió de Catherine Régnier, amiga de la seva primera esposa Maryse Massiera, aconseguí que la companyia discogràfica CBS comencés a gravar les seves cançons.
A mitjans dels anys 60 va començar a recollir els seus primers èxits, gràcies a peces com Les Dalton, Guantanamera, Siffler sur la colline o Les Champs-Élysées. La dècada dels anys 70 va suposar una maduració del seu treball musical així com la seva posició com a primera estrella de la cançó, particularment a França. És en aquesta època quan compon i canta també peces d'altres compositors com A toi, L'été indien, Le Moustique, Si tu t'appelles mélancolie o Le café des trois colombes.
Dassin no es limitava només a treballar com a cantautor. També compongué cançons per a altres cantants, com per exemple Melina Merkuri, segona esposa del seu pare, Marie Laforêt o France Gall. Probablement gràcies al fet que els seus pares i la seva madrastra, Melina Merkuri, eren d'ideologia d'esquerres, les cançons de Dassin van poder creuar el teló d'acer i la seva música va arribar a l'antiga Unió Soviètica.
Tot i que una bona part de la seva carrera va ser cantada en francès, Dassin tenia una gran habilitat per als idiomes, talent que el feia ser poliglota; va arribar a gravar cançons amb un molt bon accent en alemany, castellà, italià i grec i, per descomptat, també en anglès.
Després de la tràgica mort del seu primer fill, Joshua, es va separar de Maryse Massiera. Es tornà a casar l'any 1977 amb Christine Delvaux, amb qui tingué dos fills: Jonathan i Julien. L'any 1980 es divorcià de la seva segona esposa, uns mesos abans de morir. Dassin va morir d'un atac de cor, el 20 d'agost de l'any 1980, durant unes vacances a Tahití. Tenia 42 anys. Va ser enterrat en el cementiri Hollywood Forever Cemetery a Hollywood, Califòrnia.
D'entre tots els cantautors ja desapareguts, Joe Dassin és el qui genera més ingressos per drets d'autor a França.

## Discografia
- 1966: À New York
- 1967: Les Deux Mondes de Joe Dassin
- 1969: Le Chemin de papa
- 1970: L'Amérique
- 1971: Elle était oh!...
- 1972: Joe
- 1973: 13 nouvelles chansons
- 1974: À l'Olympia (live)
- 1975: Le Costume blanc
- 1976: Le Jardin du Luxembourg
- 1978: Les Femmes de ma vie
- 1979: 15 ans déjà
- 1979: Blue Country
- 1982: Little Italy (pòstum)
- 2005: Éternel (pòstum amb algunes cançons inèdites)

## Cançons més conegudes
- Les Champs-Élysées
- Bip-Bip
- Les Dalton
- L'été indien
- Siffler sur la colline
- À toi
- Et si tu n'existais pas
- Si tu t'appelles mélancolie
- L'équipe a Jojo
- La Ligne de ma vie
- A Chacun sa chanson
- Ça va pas changer le Monde
- Fais la bise a ta maman
- La dernière page
- Sylvie
- Guantanamera
- Le Moustique
- Le chemin de papa
- Le p'tit pain au chocolat
- Le Jardin du Luxembourg
- Le Café de trois colombes
- Salut les amoureux
- Le dernier slow
- Dans les yeux d'Émilie

## Filmografia
- La Chanson de Tiber 1980 (TV), de Jacques Samyn
- Lady L 1965, de Peter Ustinov
- Nick Carter i el trèvol vermell (Nick Carter et le trèfle rouge) 1965, Jean Paul Savignac
- Topkapi 1964, de Jules Dassin
- La Legge 1959, de Jules Dassin
- Celui qui doit mourir 1957, de Jules Dassin